# Julie Rumes
Julie Rumes (Gent, 19 december 1979) is een Belgisch volleybalster.

## Levensloop
Rumes was actief bij VDK Gent, alwaar ze op 14-jarige leeftijd toetrad tot de eerste ploeg. In 2001 maakte ze de overstap naar Asterix Kieldrecht. Met deze club won ze in 2001-'02 de Beker van België en in 2002-'03 de Supercup. Vervolgens was ze actief bij het Franse RC Villebon 91 en de Italiaanse clubs Curtatone Mantova en Siram Roma. In 2006 zette ze een punt achter haar volleybalcarrière. Na haar spelerscarrière werd ze actief als spelersmakelaar.
Daarnaast was ze van 1996 tot 2006 actief bij het Belgisch volleybalteam. In het beachvolleybal behaalde ze samen met Katrien De Decker in 2006 brons op het Belgisch kampioenschap.
Rumes liep school aan Sint-Bavohumaniora te Gent. Later studeerde ze twee jaar sinologie en vervolgens criminologie aan de Universiteit Gent. Ze heeft twee kinderen met basketter Tomas Van Den Spiegel. Later verloofde ze zich met Stijn Morand, voorzitter van volleybalclub VDK Gent.